# 양반죽
양반죽은 동원F&B에서 판매하는 레토로트 식품이다.